# Vejlevej (Fredericia)
 For alternative betydninger, se Vejlevej. (Se også artikler, som begynder med Vejlevej)
Vejlevej er en gade i Fredericia. Gaden er 4,8 km lang, hvoraf de første 2,7 km er indenfor byzonen. Gaden er en af de vigtigste og mest trafikerede i Fredericia.
Gaden tager sin begyndelse tæt ved Fredericia Station ved krydset med Jernbanegade. Herfra går den i vestlig retning i en viadukt under jernbanen, passerer Madsbyparken og går op af Vasebakken. Længere fremme krydses Vestre Ringvej og der fortsættes gennem centerområdet og forbi Vestcenter ud af byen. Cirka 600 meter ude af byzonen går gaden ind i en rundkørsel, hvor der mødes med Ydre Ringvej og Skærbækvej. Vejen fortsætter herefter ca. 1,6 km før den mødes med Vejle Landevej (sekundærrute 171).
Langs med Vejlevej er der gennem årene opbygget et centerområde til aflastning for midtbyen. Her findes bl.a. følgende forretninger: Aldi, Fakta, Føtex, IDEmøbler, jem & fix, Lidl, McDonald's og Rema 1000. 
55°34′9.46″N 9°42′50.76″Ø / 55.5692944°N 9.7141000°Ø